# Styela clavata
Styela clavata är en sjöpungsart som först beskrevs av Peter Simon Pallas 1774.  Styela clavata ingår i släktet Styela och familjen Styelidae. Inga underarter finns listade i Catalogue of Life.